# Kurixalus odontotarsus
Espèce
Synonymes
- Philautus odontotarsus Ye & Fei, 1993

Statut de conservation UICN

 LC  : Préoccupation mineure
Kurixalus odontotarsus est une espèce d'amphibiens de la famille des Rhacophoridae.

## Répartition
Cette espèce se rencontre entre 250 et 1 500 m d'altitude :
- en République populaire de Chine dans les provinces du Yunnan, du Guizhou, du Guangxi et de Hainan et dans l'est de la région autonome du Tibet ;
- au Viêt Nam dans les provinces de Lào Cai et Hà Giang ;
- au Laos dans la province de Champassak.

## Publication originale
- Ye, Fei & Hu, 1993 : Rare and Economic Amphibians of China. Sichuan Publishing House of Science and Technology.